# Friedel Homeyer
Friedel Homeyer (* 1931; † 2008) war ein deutscher Heimatforscher.

## Leben
Bis zu seiner Pensionierung im Jahr 1996 war Friedel Homeyer beim Landkreis Hannover beschäftigt. Von 1975 bis 1982 sammelte er im Auftrag des Landkreises Hannover Material für eine Dokumentation zur Geschichte der Juden in diesem Landkreis. Er ermittelte in dieser Zeit insgesamt 20 jüdische Friedhöfe auf dem Gebiet des heutigen Landkreises Hannover, zeichnete für alle Friedhöfe genaue Belegungspläne und fotografierte die Grabsteine.
1985 wurde Homeyer der Siegfried-Lehmann-Preis der Stadt Barsinghausen verliehen. Im Folgejahr 1986 ehrte ihn der Niedersächsische Ministerpräsident mit der Verleihung des Niedersächsischen Verdienstordens am Bande.

## Schriften
- Beitrag zur Geschichte der Gartenbauschule Ahlem. Landkreis Hannover, Hannover 1980.
- Gestern und Heute. Juden im Landkreis Hannover. Landkreis Hannover, Hannover 1984.
- Schule im Wandel der Zeit. Landkreis Hannover, Hannover 1987
- mit Gabriele Lehmberg: Martin Gerson – ermordet in Auschwitz (= Mahn- und Gedenkstätte Ahlem. Informationsblatt 12). Hannover 1993.
- 100 Jahre Israelitische Erziehungsanstalt – Israelitische Gartenbauschule 1893–1993, Mahn- und Gedenkstätte des Landkreises Hannover in Ahlem. Landkreis Hannover, Hannover 1993.
- mit Dieter Grothenn: Beschreibunge(n) des Kloster-Amts Barsinghausen nebst dessen Gerichts-Dörfern, Altenhof und Barsinghausen de 1762. Beitrag zur Geschichte des Landkreises Hannover. Herausgegeben vom Landkreis aus Anlass der 800jährigen Wiederkehr der urkundlichen Ersterwähnung Barsinghausens. Landkreis Hannover, Hannover 1993

## Archivalien
Archivalien von und über Friedel Homeyer finden sich beispielsweise
- im Archiv der Region Hannover als Slg. Homeyer Sammlung Friedel Homeyer, Siegfried-Lehmann-Stiftung[2]